# Trisetum sibiricum
Trisetum sibiricum là một loài thực vật có hoa trong họ Hòa thảo. Loài này được Rupr. miêu tả khoa học đầu tiên năm 1845.